# جیمز کالاهان
جیمز کالاهان، لئونارد بارون کالاهان (۲۷ مارس ۱۹۱۲ – ۲۶ مارس ۲۰۰۵) سیاستمدار انگلیسی که از سال ۱۹۷۶ تا ۱۹۷۹ نخست‌وزیر بریتانیا بود و همچنین از سال ۱۹۷۶ تا ۱۹۸۰ در پست رهبر حزب کارگر به فعالیت پرداخت. معمولاً او را با نام جیم کالاهان (و با عناوین جیم جنتلمن، جیم خوش شانس یا بیگ جیم) می‌شناختند، کالاهان تنها کسی بود که در هر چهار دفتر بزرگ دولت خدمت کرد.

## زندگی
جیمز کالاهان در ۲۷ مارس ۱۹۱۲ در بندر پورتموث در جنوب انگلستان متولد شد. پدرش که ایرلندی تبار بود و در نیروی دریایی بریتانیا خدمت می‌کرد، زمانی که او نه سال سن داشت از دنیا رفت. تحصیلات جیمز کالاهان در حد پایان دوره نخست دبیرستان بود و کار خود را به عنوان ممیز مالیاتی در اداره مالیات شروع کرد.
او از بنیانگذاران اتحادیه صنفی مأموران مالیاتی و از طریق فعالیت صنفی به صحنه سیاست وارد شد و به حزب کارگر ملحق شد. او در دوران جنگ جهانی دوم در نیروی دریایی بریتانیا خدمت کرد و در انتخابات سراسری پس از جنگ، به عنوان نماینده شهر کاردیف، مرکز کشور ولز در غرب بریتانیا به مجلس راه یافت.

جیمز کالاهان در سال ۱۹۷۷ در کنار جیمی کارتر در کاخ سفید.

در سال ۱۹۴۷ معاون امور مجلس در وزارت ترابری شد و سپس در سال ۱۹۵۰ به معاونت امور مجلس در فرماندهی نیروی دریایی منصوب گردید و مدتی نیز در هیئت نمایندگی بریتانیا در شورای اروپا عضویت داشت.
وی در سال ۱۹۶۴ که حزب کارگر پس از سیزده سال با رهبری هارولد ویلسون بار دیگر قدرت را در دست گرفت، سمت وزیر دارایی را عهده‌دار شد و سه سال این سمت را عهده‌دار بود.
سپس از سال ۱۹۶۷ تا ۱۹۷۰ که دولت هارولد ویلسون سقوط کرد وزیر کشور بود. در سال ۱۹۷۴ که هارولد ویلسون دوباره به قدرت رسید، جیمز کالاهان وزیر خارجه شد تا سال ۱۹۷۶ که هارولد ویلسون استعفا داد و آقای کالاهان به ریاست دولت برگزیده شد.
در دوران نخست‌وزیری جیمز کالاهان، حزب حاکم کارگر فاقد اکثریت پارلمانی بود و این موضوع سرانجام باعث شد که وی در ۲۸ مارس ۱۹۷۹ با رأی عدم اعتماد نمایندگان از سمت خود کنار برود.
جیمز کالاهان پس از پایان دوران نخست‌وزیری اش همچنان در مجلس باقی‌ماند و در سال ۱۹۸۳ به عنوان فردی که بیش از همه نمایندگان کرسی خود را در مجلس حفظ کرده بود ملقب به «پدر مجلس» شد.
او سرانجام در سال ۱۹۸۷ از نمایندگی مجلس عوام کناره‌گیری کرد، اما بلافاصله از ملکه بریتانیا عنوان اشرافی «بارون کاردیف» را دریافت کرد و به نمایندگی مجلس اعیان درآمد. لرد کالاهان که در تاریخ بریتانیا بیش از همه نخست‌وزیرهای این کشور عمر کرد، یازده روز پیش از مرگش، همسرش اودری را پس از ۶۷ سال زندگی مشترک از دست داده بود.
از او یک پسر و دو دختر باقی‌مانده‌است که یکی از دو دخترش، بارونس جی، از سال ۱۹۹۸ تا سال ۲۰۰۱ رئیس مجلس اعیان بریتانیا بود. دوران نخست‌وزیری لرد کالاهان توأم با تشنجهای کارگری بود و از آن با عنوان «زمستان ناخشنودی» یاد می‌شود که سرانجام به پیروزی حزب محافظه کار و روی کار آمدن مارگارت تاچر انجامید و باعث شد حزب کارگر تا هیجده سال پس از آن از عرصه قدرت کنار بماند.
.

## مرگ
لرد کالاهان دوکاردیف ۱۱ روز پس از مرگ همسرش اودری که ۸۹ سال داشت در روز قبل از سالگرد تولد ۹۳ سالگی‌اش درگذشت. در آن زمان سخنگوی خانواده کالاهان به علت مرگ او هیچ اشاره‌ای نکرد.